# Liga Premier de Ucrania 2016-17
La temporada 2016-17 fue la 26.ª edición de la Liga Premier de Ucrania, la máxima categoría del fútbol profesional en Ucrania desde su creación en 1922 tras la caída de la Unión Soviética. La temporada comenzó el 22 de julio de 2016 y contempla un receso de invierno desde el 10 de diciembre de 2016 hasta el 25 de febrero de 2017. La temporada terminó el 31 de mayo de 2017.
El Shakhtar Donetsk se proclamó campeón a falta de cuatro jornadas para el final del campeonato.

## Formato de competición
El 29 de abril de 2016, el Comité Ejecutivo aprobó el nuevo sistema para esta temporada. Se confirmó que el campeonato se juega en dos fases distintas, en la primera fase va a utilizar un doble estándar torneo round-robin del sistema y en la segunda fase se dividirán en dos grupos uno del 1 al 6 lugar que jugará por el título y los puestos para torneos europeos y el segundo grupo, compuesto por los equipos de 7.º lugar al 12, que jugarán para evitar el descenso. Los dos últimos equipos serán descendidos y serían reemplazados por el campeón y el subcampeón de la Primera Liga de Ucrania. Los puntos obtenidos en la primera etapa se acumulan en la segunda etapa.
Caso de decisión de ampliar la liga a 16 equipos la próxima temporada, el último equipo jugará un play-off contra el tercer clasificado de Primera Liga, mientras el campeón y el subcampeón de la Primera Liga ascenderán automáticamente.

## Ascensos y descensos
La liga redujo su número de clubes de 14 a 12, tras los descensos de Hoverla Uzhhorod y  Metalurh Zaporizhya, y que Metalist Járkov no obtuviera licencia profesional para esta temporada. El único ascenso fue para el FC Zirka Kirovohrad, que cambió su nombre a FC Zirka Kropyvnytsky, tras cambiar el nombre de la ciudad que representa.
| Pos. | Descendidos de Liga Premier de Ucrania 2015-16 |
| ---- | ---------------------------------------------- |
| 10.º | Metalist Járkov *                              |
| 13.º | Hoverla Uzhhorod                               |
| 14.º | Metalurg Zaporizhia                            |

| Pos. | Ascendidos de Primera Liga de Ucrania 2014-15 |
| ---- | --------------------------------------------- |
| 1.º  | FC Zirka Kropyvnytsky                         |

## Equipos participantes
Stal juega sus partidos también en Dnipropetrovsk en lugar de en casa.
| Club                  | Estadio                                 | Ciudad             | Capacidad     |
| --------------------- | --------------------------------------- | ------------------ | ------------- |
| Chornomorets Odesa    | Estadio Chernomorets                    | Odesa              | 34 164        |
| Dnipro Dnipropetrovsk | Dnipro Arena                            | Dnipropetrovsk     | 31 003        |
| Dynamo Kiev           | NSC Olimpiyskiy                         | Kiev               | 70 050        |
| Karpaty Lviv          | Arena Lviv                              | Lviv               | 34 915        |
| FC Oleksandria        | CSC Nika Stadium                        | Oleksandria        | 7000          |
| Olimpik Donetsk       | SK Olimpik Stadium (x) Estadio Bannikov | Donetsk Kiev       | 3000 2000     |
| Stal Kamianske        | Estadio Meteor                          | Dnipropetrovsk     | 24 000        |
| Shakhtar Donetsk      | Donbass Arena (x) Arena Lviv            | Donetsk Lviv       | 51 504 30 000 |
| Volyn Lutsk           | Avanhard Lutsk                          | Lutsk              | 12 080        |
| Vorskla Poltava       | Oleksiy Butovskyi                       | Poltava            | 25 000        |
| Zarya Lugansk         | Avanhard Lugansk (x) Slavutych-Arena    | Lugansk Zaporizhia | 22 288 12 000 |
| Zirka Kropyvnytsky    | Estadio Zirka                           | Kropyvnytsky       | 13 667        |

## Entrenadores y equipación
| Equipo                | Ciudad        | Entrenador                     | Capitán               | Kit manufactura |
| --------------------- | ------------- | ------------------------------ | --------------------- | --------------- |
| Chornomorets Odesa    | Odessa        | Oleksandr Babych (interim)     | Artem Filimonov       | Legea           |
| Dnipro Dnipropetrovsk | Dnipro        | Dmytro Mykhaylenko (caretaker) | Serhiy Kravchenko     | Nike            |
| Dinamo Kiev           | Kiev          | Serhiy Rebrov                  | Oleksandr Shovkovskiy | Adidas          |
| Karpaty Lviv          | Lviv          | Serhiy Zaytsev (caretaker)     | Ihor Khudobyak        | Joma            |
| FC Oleksandriya       | Oleksandria   | Volodymyr Sharan               | Andriy Zaporozhan     | Nike            |
| Olimpik Donetsk       | Donetsk       | Roman Sanzhar                  | Dmytro Hryshko        | Joma            |
| Shakhtar Donetsk      | Donetsk       | Paulo Fonseca                  | Darijo Srna           | Nike            |
| Stal Kamianske        | Kamianske     | Erik van der Meer              | Maksym Kalenchuk      | Joma            |
| Volyn Lutsk           | Lutsk         | Vitaliy Kvartsyanyi            | Anatoliy Didenko      | Joma            |
| Vorskla Poltava       | Poltava       | Vasyl Sachko                   | Volodymyr Chesnakov   | Adidas          |
| Zirka Kropyvnytsky    | Kropyvnytskyi | Serhiy Lavrynenko              | Oleh Dopilka          | Joma            |
| Zarya Lugansk         | Lugansk       | Yuriy Vernydub                 | Mykyta Kamenyuka      | Nike            |

## Temporada regular
- Actualización el 26 de marzo de 2017.[6]

| Pos. | Equipos                 | PJ | PG | PE | PP | GF | GC | DIF | PTS |
| ---- | ----------------------- | -- | -- | -- | -- | -- | -- | --- | --- |
| 1.   | Shakhtar Donetsk        | 22 | 19 | 3  | 0  | 47 | 14 | +33 | 60  |
| 2.   | Dinamo Kiev             | 22 | 14 | 4  | 4  | 43 | 23 | +20 | 46  |
| 3.   | Zarya Lugansk           | 22 | 12 | 4  | 6  | 34 | 21 | +13 | 40  |
| 4.   | Olimpik Donetsk         | 22 | 9  | 7  | 6  | 28 | 30 | -2  | 34  |
| 5.   | FC Oleksandriya         | 22 | 9  | 6  | 7  | 37 | 28 | +9  | 33  |
| 6.   | Chernomorets Odesa      | 22 | 7  | 6  | 9  | 17 | 23 | -6  | 27  |
| 7.   | Vorskla Poltava         | 22 | 6  | 6  | 10 | 24 | 28 | -4  | 24  |
| 8.   | Stal Kamianske          | 22 | 6  | 6  | 10 | 20 | 25 | -5  | 24  |
| 9.   | Zirka Kropyvnytsky      | 22 | 6  | 5  | 11 | 20 | 33 | -13 | 23  |
| 10.  | Karpaty Lviv *          | 22 | 4  | 7  | 11 | 21 | 30 | -9  | 13  |
| 11.  | Dnipro Dnipropetrovsk * | 22 | 4  | 10 | 8  | 21 | 30 | -9  | 10  |
| 12.  | Volyn Lutsk             | 22 | 2  | 4  | 16 | 13 | 40 | -27 | 10  |

 PJ = Partidos jugados; PG = Partidos ganados; PE = Partidos empatados; PP = Partidos perdidos;
GF = Goles anotados; GC = Goles recibidos; DG = Diferencia de gol; PTS = Puntos

- Karpaty Lviv tiene seis puntos menos por sanción. Dnipro Dnipropetrovsk tiene doce puntos menos por sanción.

|  | Clasificación a Grupo campeonato. |
|  | Clasificación a Grupo descenso.   |

## Grupo campeonato
- Actualizado el 31 de mayo de 2017.[6]

| --- | Pos. | Equipos            | PJ | PG | PE | PP | GF | GC | DIF | PTS |
| --- | ---- | ------------------ | -- | -- | -- | -- | -- | -- | --- | --- |
|     | 1.   | Shakhtar Donetsk   | 32 | 25 | 5  | 2  | 66 | 24 | +42 | 80  |
|     | 2.   | Dinamo Kiev        | 32 | 21 | 4  | 7  | 69 | 33 | +36 | 67  |
|     | 3.   | Zarya Lugansk      | 32 | 16 | 6  | 10 | 45 | 31 | +14 | 54  |
|     | 4.   | Olimpik Donetsk    | 32 | 11 | 11 | 10 | 33 | 44 | −11 | 44  |
|     | 5.   | FC Oleksandriya    | 32 | 10 | 10 | 12 | 41 | 43 | −2  | 40  |
|     | 6.   | Chernomorets Odesa | 32 | 10 | 8  | 14 | 25 | 37 | −12 | 38  |

 PJ = Partidos jugados; PG = Partidos ganados; PE = Partidos empatados; PP = Partidos perdidos;
GF = Goles anotados; GC = Goles recibidos; DG = Diferencia de gol; PTS = Puntos

|  | Campeón y clasifica a la Liga de Campeones de la UEFA 2017-18. |
|  | Clasifica a la Liga de Campeones de la UEFA 2017-18.           |
|  | Clasifican a la Liga Europa de la UEFA 2017-18.                |

## Grupo descenso
- Actualización el 31 de mayo de 2017.[6]

| --- | Pos. | Equipos                 | PJ | PG | PE | PP | GF | GC | DIF | PTS |
| --- | ---- | ----------------------- | -- | -- | -- | -- | -- | -- | --- | --- |
|     | 7.   | Vorskla Poltava         | 32 | 11 | 9  | 12 | 32 | 32 | 0   | 42  |
|     | 8.   | Stal Kamianske          | 32 | 11 | 8  | 13 | 27 | 31 | −4  | 41  |
|     | 9.   | Zirka Kropyvnytsky      | 32 | 9  | 7  | 16 | 29 | 43 | −14 | 34  |
|     | 10.  | Karpaty Lviv *          | 32 | 9  | 9  | 14 | 35 | 61 | −6  | 30  |
|     | 11.  | Dnipro Dnipropetrovsk * | 31 | 8  | 13 | 10 | 31 | 37 | −6  | 22  |
|     | 12.  | Volyn Lutsk             | 31 | 3  | 4  | 24 | 14 | 51 | −37 | 7   |

 PJ = Partidos jugados; PG = Partidos ganados; PE = Partidos empatados; PP = Partidos perdidos;
GF = Goles anotados; GC = Goles recibidos; DG = Diferencia de gol; PTS = Puntos

- Karpaty Lviv y Volyn Lutsk tienen seis puntos menos por sanción. Dnipro Dnipropetrovsk tiene doce puntos menos por sanción.

|  | Descendido a la Primera división de Ucrania |

## Goleadores
Fuente: Allplayers  Archivado el 31 de diciembre de 2017 en Wayback Machine.
| Pos. | Jugador                | Club             | Goles |
| ---- | ---------------------- | ---------------- | ----- |
| 1    | Andriy Yarmolenko      | Dynamo Kiev      | 15    |
| 2    | Facundo Ferreyra       | Shakhtar Donetsk | 13    |
| 3    | Gustavo Blanco Leschuk | Shakhtar Donetsk | 11    |
| 4    | Júnior Moraes          | Dynamo Kiev      | 10    |
| 5    | Artem Besyedin         | Dynamo Kiev      | 9     |
| 5    | Denís Garmash          | Dynamo Kiev      | 9     |
| 7    | Dmytro Khlyobas        | Vorskla Poltava  | 8     |
| 8    | Viktor Kovalenko       | Shakhtar Donetsk | 7     |
| 8    | Anton Postupalenko     | Olimpik Donetsk  | 7     |
| 8    | Kwame Karikari         | Stal Kamianske   | 7     |